# Rodolfo Caroli
Rodolfo Caroli (Roma, 16 dicembre 1869 – La Paz, 25 gennaio 1921) è stato un arcivescovo cattolico italiano.

## Biografia
Nato il 16 dicembre 1869, fu ordinato sacerdote il 1º aprile 1893.
Nominato vescovo di Ceneda il 28 luglio 1913, ricevette l'ordinazione episcopale a Roma il 19 ottobre per l'imposizione delle mani del cardinale Gaetano De Lai.
Nel 1914 fondò il settimanale diocesano L'Azione, il cui primo numero uscì il 5 dicembre.
Il 28 aprile 1917 fu nominato internunzio apostolico in Bolivia e l'8 maggio fu elevato alla sede arcivescovile titolare di Tiro.
Morì a La Paz il 25 gennaio 1921 all'età di 51 anni.

## Genealogia episcopale e successione apostolica
La genealogia episcopale è:
- Cardinale Scipione Rebiba
- Cardinale Giulio Antonio Santori
- Cardinale Girolamo Bernerio, O.P.
- Arcivescovo Galeazzo Sanvitale
- Cardinale Ludovico Ludovisi
- Cardinale Luigi Caetani
- Cardinale Ulderico Carpegna
- Cardinale Paluzzo Paluzzi Altieri degli Albertoni
- Papa Benedetto XIII
- Papa Benedetto XIV
- Papa Clemente XIII
- Cardinale Marcantonio Colonna
- Cardinale Giacinto Sigismondo Gerdil, B.
- Cardinale Giulio Maria della Somaglia
- Cardinale Carlo Odescalchi, S.I.
- Cardinale Costantino Patrizi Naro
- Cardinale Lucido Maria Parocchi
- Papa Pio X
- Cardinale Gaetano De Lai
- Arcivescovo Rodolfo Caroli

La successione apostolica è:
- Arcivescovo Luigi Francesco Pierini, O.F.M. (1918)
- Vescovo Ramón Calvó y Martí O.F.M. (1919)
- Vescovo Celestino Loza (1920)